# Esaias Thorén
Esaias Thorén, född 9 november 1901 i Halmstad, död 23 september 1981, var en svensk målare, tecknare, grafiker och skulptör, medlem av Halmstadgruppen.

## Biografi
Thorén ville först bli musiker men efter att ha sett en målning av Gösta Adrian-Nilsson börjar han måla. 1923 träffar han Sven Jonson och bildar gruppen De unga med Axel Olson som lärare. 1924 ställer de ut i Halmstad. Därefter studier vid Wilhelmsons målarskola i Stockholm 1925 och en resa till Paris med Sven Jonson 1926. Tillsammans med Sven Jonson bildar han 1927 Modern reklam, en kombinerad ateljé och målarskola. 1929 bildas Halmstadgruppen. 1930 deltar han Otto G. Carlsunds utställning Art Concret i Stockholm. 1931 studier i grafik vid Konsthögskolan i Stockholm.
Thoréns konst var under 1920-talet influerad av kubism men liksom de övriga medlemmarna i Halmstadgruppen utvecklade han under 1930-talet ett surrealistiskt måleri. Hans målningar, med titlar som Blodsfåglar (1936) och Spelet har börjat (1938), är ofta symbolladdade och dramatiska verk med anspelningar på samtida händelser i världspolitiken. 
Under den senare delen av sitt konstnärskap lämnade Thorén delvis det surrealistiska bildspråket för ett mer dekorativt stillebenmåleri, ofta med strandfynd och fiskar som karakteristiska inslag. Thorén är representerad vid bland annat Nationalmuseum, Moderna museet i Stockholm, Norrköpings konstmuseum och Kalmar konstmuseum.

### Fotnoter
1. ↑  Nationalmuseum
2. ↑  Moderna museet
3. ↑  Norrköpings konstmuseum. (2000 ;). Norrköpings konstmuseum : katalog. Norrköpings konstmuseum. ISBN 91-88244-22-9. OCLC 186037488. https://www.worldcat.org/oclc/186037488. Läst 29 april 2020
4. ↑  ”Kalmar konstmuseum”. Arkiverad från originalet den 10 december 2017. https://web.archive.org/web/20171210232000/http://konstdatabas.designarkivet.se/index.php/Detail/Object/Show/object_id/638. Läst 10 december 2017.